# Аеродром Мирни
Аеродром Мирни је аеродром града Мирни у Јакутији. Смештен на четири километра од града. 
Обавља  низ регионалних летова, као и домаћих директни летова до Иркутска, Краснојарска, Новосибирска и Москве. То је резервни аеродром на трансконтиненталним рутама ка и из Северне Америке у Азију. У хитним ситуацијама, аеродром може прихватити авионе типа: Ербас А300, Боинг 757, Боинг 767, итд. Сједиште је авиокомпаније Алроса.

## Типови авиона које аеродром прихвата[3]
ИЛ-76, ИЛ-62 (с ограничењем тежине), Ту-154, Ту-204, Ту-214, Ербас А319, Ербас А320, Боинг 737, Сухој Суперјет 100 . 

## Статистика
| године         | 2014  | 2015  | 2016  | 2017  | 2018  |
| хиљада путники | 234.2 | 239.1 | 291.4 | 329.4 | 342.2 |
| Извори:        |       |       |       |       |       |

## Дестинације
| Airlines               | Destinations |
| ---------------------- | --- |
| Алроса                 | Ајхал, Јекатеринбург, Иркутск,Краснодар, Краснојарск, Ленск, Москва-Домодедово, Новосибирск, Удачни, Саскилах, Јакутск |
| Ангара (авиокомпанија) | Краснојарск, Иркутск                                                                                                   |
| S7 Airlines            | Новосибирск, Москва-Домодедово                                                                                         |